# حمرية أنكارانية
حمرية أنكارانية (الاسم العلمي: Erythrina ankaranensis) هي نوع من النباتات تتبع جنس الحمرية من الفصيلة البقولية.  وتوجد فقط في مدغشقر.